# فهرست نمایندگان تهران در مجلس شورای ملی
این مقاله شامل فهرستی از نام نمایندگان تهران در مجلس شورای ملی ایران از زمان تشکیل تا انحلال این مجلس است.

## دورهٔ اول
نمایندگان:
| نام                                 | صنف                                                                                        | توضیحات       |
| ----------------------------------- | ------------------------------------------------------------------------------------------ | ------------- |
| مرتضی‌قلی‌خان صنیع‌الدوله              | اعیان – خوانین - مالکین                                                                    |               |
| میرزا محمودخان علامیر احتشام‌السلطنه | اعیان – خوانین - مالکین                                                                    |               |
| میرزا جوادخان سعدالدوله             | اعیان – خوانین - مالکین                                                                    |               |
| میرزا حسن‌خان مشارالملک              | اعیان – خوانین - مالکین                                                                    |               |
| دبیرالسلطان                         | اعیان – خوانین - مالکین                                                                    |               |
| علی‌خان نصرت‌السلطان                  | اعیان – خوانین - مالکین                                                                    |               |
| حسن‌علی‌خان نصرالملک                  | اعیان – خوانین - مالکین                                                                    |               |
| میرزا محمدخان صدیق حضرت             | اعیان – خوانین - مالکین                                                                    |               |
| میرزا اسماعیل‌خان عون‌الدوله          | اعیان – خوانین - مالکین                                                                    |               |
| حاج سیدباقر سادات اخوی              | اعیان و ملاکین تهران و حوالی                                                               |               |
| سید یحیی لاریجانی سعیدالحکماء       | اعیان و ملاکین تهران و حوالی                                                               |               |
| حاج سید ابراهیم اخوی تهرانی         | ملاک و فلاحین                                                                              |               |
| میرزا محمودخان مشاورالممالک         | اعیان                                                                                      |               |
| اسداله میرزا شهاب‌الدوله             | شاهزادگان قاجار                                                                            |               |
| یحیی میرزا ثقه‌السلطنه               | شاهزادگان قاجار                                                                            |               |
| حاج امجدالسلطان                     | شاهزادگان قاجار                                                                            |               |
| میرزا احمدخان معظم‌الملک             | شاهزادگان قاجار                                                                            |               |
| امیرعلی‌خان امیرسلیمانی              | شاهزادگان قاجار                                                                            |               |
| حاج مجدالسلطنه                      | شاهزادگان قاجار                                                                            |               |
| شیخ علی مدرس نوری                   | حجج الاسلام                                                                                |               |
| میرزا محسن                          |                                                                                            |               |
| میرزا محمد طاهر تنکابنی             | وعاظ و ذاکرین                                                                              |               |
| حاج سیدنصرالله سادات اخوی           | وعاظ و ذاکرین                                                                              |               |
| حاج سید مرتضی مرتضوی                | تجار                                                                                       |               |
| حاج حسین‌آقا امین‌الضرب               | تجار                                                                                       |               |
| میرزا حسن‌خان وثوق‌الدوله             | تجار                                                                                       |               |
| محقق‌الدوله                          | تجار                                                                                       |               |
| حاج آقا محمد بوشهری معین‌التجار      | تجار                                                                                       |               |
| حاج محمداسماعیل آقا تبریزی مغازه    | تجار                                                                                       |               |
| حاج محمدتقی شاهرودی                 | تجار                                                                                       |               |
| حاج محمدعلی شال‌فروش                 | تجار                                                                                       |               |
| محمدقلی‌خان مخبرالملک                | تجار                                                                                       |               |
| میرزا محمود تاجر اصفهانی            | تجار                                                                                       |               |
| حاج سید محمد صراف فدایی             | صرافان                                                                                     |               |
| حاج سیدآقا تیرفروش                  | چوب فروش – نجار – صندلی ساز – خراط - حصیرباف                                               |               |
| حاج محمدابراهیم وراث                | بزاز – حریرفروش- دوره‌گرد بزاز                                                              |               |
| حاج محمد تقی بنکدار                 | بزاز                                                                                       |               |
| حاج میرزا ابراهیم خیاطباشی          | خیاط – رفوگر – عبادوز- رخت دوز – قلاب دوز                                                  |               |
| حاج سید احمد زرگرباشی               | زرگر – دوات گر – آهنگر – حلبی ساز                                                          |               |
| حاج شیخ ابراهیم بلورفروش            | بلورفروش – شیشه بر                                                                         |               |
| میرزا عبدالمطلب کردستانی امین‌التجار | قصاب – دباغ – مرغ فروش – بره فروش                                                          |               |
| مشهدی باقر بقال                     | بقال – بنکدار – آجیل فروش – میوه فروش – علاف - رزاز                                        |               |
| حاج شیخ حسن‌علی علاقبند              | علاقبند – زردوز – یراق دوز – یراق باف – زرکش                                               |               |
| استاد حسن معمارباشی پنجه‌علی         | مقنی – معمار – فخار – کوره پز- کاشی پز – کوزه فروش                                         |               |
| حاج ملاحسن وارث                     | دلال                                                                                       |               |
| سید حسین بروجردی مدیرالاسلام        | آهنگر – نعل بند – میخ بر – نعل ساز – طارمی ساز                                             |               |
| شیخ حسن تهرانی سقط‌فروش              | عطار – دوافروش – چای فروش – سقط فروش (از نمایندگی استعفا داد و بجای او میرزا حسن انتخاب شد |               |
| حاج شیخ حسینعلی دلال                | کفش‌دوز – پاره دوز – خباز – علاف                                                            |               |
| حاج عباسقلی نانوا                   | خباز – علاف                                                                                |               |
| حاج عبدالوهاب کلاهدوز               | کلاهدوز – کلاه مال                                                                         |               |
| حاج علی‌اکبر پلوئی                   | پلوپز – چلوپز – آشپز- کبابی – کله‌پز – یخنی پز                                              |               |
| حاج سید محمد ساعت‌فروش               | خرازی فروش – ساعت‌ساز                                                                       |               |
| استاد کربلائی غلامرضا یخدان‌ساز      | یخدان ساز- سراج- پالان‌دوز - چادردوز                                                        |               |
| حاج محمد باقر صاپون‌پز               | عصار – شماع – صابون پز- نفت فروش                                                           |               |
| سید محمد تقی هراتی                  | مسگر- تفنگ ساز- کالسکه ساز- قداره ساز- ریخته‌گر - سفیدگر                                    |               |
| میرزا محمود کتابفروش خونساری        | صحاف- مذهب- کاغذفروش- کتاب فروش                                                            |               |
| سید مصطفی سمسار                     | سمسار- حلاج- لحاف دوز- کهنه فروش                                                           |               |
| سید مهدی سقط‌فروش                    | قهوه چی                                                                                    |               |
| سید ولی‌اله‌خان نصر                   | سلمانی – حمامی- یخچالی- میرآب- آب‌بند                                                       |               |
| حاج محمدتقی تاجر دهبنده             | گیوه فروش – جوراب تخت فروش- جوراب دوز                                                      |               |
| میرزا حسین‌علی ماهروزاده             | حصیرباف- تیر فروش                                                                          |               |
| حاج حسین‌علی واعظ                    |                                                                                            |               |
| آقا میرزا حسن                       |                                                                                            |               |
| حاج سید مصطفی                       |                                                                                            |               |
| میرزا حسین علی سیگاری               | سیگاری‌ها                                                                                   |               |
| میرزا حسن‌خان مستوفی‌الممالک          |                                                                                            | منتخب از مجلس |
| شیخ حسین یزدی                       |                                                                                            | منتخب از مجلس |
| میرزا ابراهیم حکیمی حکیم‌الملک       |                                                                                            | منتخب از مجلس |
| امان‌اله‌میرزا مجدالملک               |                                                                                            | منتخب از مجلس |
| میرزا ابوالحسن‌خان معاضدالسلطنه      |                                                                                            | منتخب از مجلس |
| حسین‌علی‌خان نواب                     |                                                                                            | منتخب از مجلس |
| شیخ محمد علی تهرانی                 |                                                                                            | منتخب از مجلس |
| میرزا سلیمان‌خان بیان‌السلطنه         |                                                                                            | منتخب از مجلس |
| میرزا حسن‌خان ساعدالوزاره            |                                                                                            | منتخب از مجلس |

## دورهٔ دوم
نمایندگان:
| نام                                | توضیحات                 |
| ---------------------------------- | ----------------------- |
| میرزا محمدخان احتشام السلطنه       |                         |
| شاهزاده اسداله میرزا شهاب الدوله   |                         |
| مرتضی قلی خان صنیع الدوله          |                         |
| میرزا محمد خان صدیق حضرت           |                         |
| میرزا عبدالحسین خان وحیدالملک      |                         |
| یحیی میرزا لسان الحکماء            |                         |
| حاج سید نصرالله سادات اخوی         |                         |
| شاهزاده یحیی میرزا                 | پیش از شروع مجلس درگذشت |
| میرزا حسن خان وثوق الدوله          |                         |
| میرزا اسماعیل خان فرزانه           |                         |
| میرزا یوسف خان اعتصام الملک        |                         |
| امیرخان امیراعلم                   |                         |
| میرزا علی انتظام الحکماء           |                         |
| میرزا باقر حسام الذاکرین           | پیش از شروع مجلس درگذشت |
| محمد ولی خان سپهدار اعظم           |                         |
| حاج علی قلی خان بختیاری سردار اسعد |                         |
| شاهزاده سلیمان میرزا               |                         |
| میرزا علی اصفهانی                  |                         |
| علی خان                            |                         |
| میرزا علی اکبرخان دهخدا            |                         |
| میرزا فتح اله خان مشیر حضور        |                         |
| میرزا قاسم خان تبریزی (صوراصرافیل) |                         |
| سید محمدرضا همدانی                 |                         |
| مرتضی قلی خان بختیاری              |                         |
| آقا میرزا سید محمد بهبهانی         | به مجلس نیامد           |
| میرزا حسین خان مؤتمن الملک پیرنیا  |                         |
| حسین قلی خان نواب                  |                         |
| میرزا داود خان علی‌آبادی            |                         |
| میرزا حسین خان دبیرالملک           |                         |
| محمد علی خان ذکاءالملک             |                         |
| دکتر حاج رضا خان                   |                         |
| میرزا رضا مستوفی                   |                         |
| شیخ محمدحسین یزدی                  |                         |
| حسن علی خان                        |                         |
| میرزا حسن خان ساعدالوزراء          |                         |
| حسین خان سیدالاطباء                |                         |

## دورهٔ سوم
نمایندگان:
| نام                                 | توضیحات                      |
| ----------------------------------- | ---------------------------- |
| میرزا حسین خان پیرنیا (مؤتمن الملک) |                              |
| سید حسن مدرس                        |                              |
| حاج امام جمعه خوئی                  |                              |
| میرزا محمد صادق طباطبائی            |                              |
| شیخ محمدحسین یزدی                   |                              |
| میرزا حسن خان مشیرالدوله            | استعفا داد                   |
| میر محمدعلی خان فروغی (ذکاءالملک)   | استعفا داد                   |
| سید نصرالله سادات اخوی              | استعفا داد                   |
| میرزا حسن خان مستوفی الممالک        | استعفا داد                   |
| میرزا محمود خان احتشام السلطنه      | استعفا داد                   |
| میرزا حسن خان محتشم السلطنه         | استعفا داد                   |
| حاج آقا شیرازی                      | اعتبارنامه اش رد شد          |
| میرزا طاهر تنکابنی                  | جایگزین نماینده‌های مستعفی شد |
| حسین قلی خان نواب                   | جایگزین نماینده‌های مستعفی شد |
| شیخ رضا دهخوارقانی                  | جایگزین نماینده‌های مستعفی شد |
| میرزا اسداله مشارالسلطنه            | جایگزین نماینده‌های مستعفی شد |
| سید محمدرضا مساوات                  | جایگزین نماینده‌های مستعفی شد |
| میرزا هاشم آشتیانی                  | جایگزین نماینده‌های مستعفی شد |
| میرزا عبدالحسین خان وحیدالملک       | به مجلس نیامد                |

## دورهٔ چهارم
از ۱۱۸۰۳ رای ماخوذه:
| نام                                  | توضیحات |
| ------------------------------------ | ------- |
| میرزا ابراهیم خان حکیمی (حکیم‌الملک)  | ۳٬۲۷۰   |
| میرزا حسن خان مستوفی (مستوفی‌الممالک) | ۷٬۷۳۷   |
| سید حسن تقی‌زاده                      |         |
| حسن پیرنیا (مشیرالدوله)              | ۴٬۷۵۲   |
| سید محمد تدین                        | ۳۰۵۲    |
| سید حسن مدرس                         | ۲۸۲۹    |
| سلیمان میرزا اسکندری                 | ۶٬۴۸۳   |
| سید محمدرضا مساوات                   |         |
| صمصام‌السلطنه                         |         |
| آقا میرزا طاهر تنکابنی               | ۳۲۰۶    |
| مخبرالسلطنه هدایت                    |         |
| حسین پیرنیا (مؤتمن‌الملک)             | ۳٬۴۸۱   |

## دورهٔ پنجم
نمایندگان:
| نام                                 |
| ----------------------------------- |
| میرزا محمد خان مصدق (مصدق‌السلطنه)   |
| میرزا حسن خان مستوفی‌الممالک         |
| آقا میرزا محمد صادق طباطبائی        |
| میرزا هاشم آشتیانی                  |
| میرزا سید احمد بهبهانی              |
| سید حسن مدرس                        |
| سید حسن تقی‌زاده                     |
| سلیمان میرزا اسکندری                |
| میرزا حسن خان پیرنیا (مشیرالدوله)   |
| میرزا حسین خان علائی                |
| شیخ علی مدرس نوری                   |
| میرزا حسین خان پیرنیا (مؤتمن الملک) |
| شیخ محمدعلی تهرانی                  |

## دورهٔ ششم
از ۲۰۴۲۶ رای ماخوذه:
| رتبه | نام                         | آرا |
| ---- | --------------------------- | --- |
|      | سید حسن مدرس                |     |
|      | محمد مصدق (مصدق‌السلطنه)     |     |
|      | هاشم آشتیانی                |     |
|      | حاج سید رضا فیروزآبادی      |     |
|      | محمد تقی بهار (ملک‌الشعراء)  |     |
|      | میرزا حسین خان پیرنیا       |     |
|      | علیرضا احتشام زاده          |     |
|      | میرزا سید احمد بهبهانی      |     |
|      | میرزا حسن خان وثوق الدوله   |     |
|      | شیخ العراقین بیات           |     |
|      | میرزا حسن خان مستوفی‌الممالک |     |
|      | سید حسن تقی‌زاده             |     |

## دورهٔ هفتم
از ۵۱۷۷۶ رای ماخوذه:
| رتبه | نام                               | آرا    | توضیحات                                       |
| ---- | --------------------------------- | ------ | --------------------------------------------- |
| ۱    | حسین تهرانی                       | ۴۸٬۲۵۶ |                                               |
| ۲    | محمدحسین مهدوی (امین‌الضرب)        | ۴۶٬۶۷۱ |                                               |
| ۳    | میرزا حسن‌خان وثوق‌الدوله           | ۴۶٬۰۷۲ |                                               |
| ۴    | میرزا جوادخان بوشهری (امیرهمایون) | ۴۴٬۶۲۱ |                                               |
| ۵    | محمدتقی بنکدار                    | ۴۱٬۸۰۲ |                                               |
| ۶    | میرزا هاشم آشتیانی                | ۳۸٬۲۱۰ |                                               |
| ۷    | آقا ضیاالدین نوری                 | ۲۶٬۲۱۵ |                                               |
| ۸    | سید رضا فیروزآبادی                | ۲۵٬۵۸۱ |                                               |
| ۹    | آقا شیخ علی مدرس                  | ۲۴٬۱۴۷ | با استعفای حسن پیرنیا جایگزین او شد           |
| ۱۰   | سید عبدالرحیم کاشانی              | ۲۳٬۴۶۷ | با استعفای میرزا حسن خان مستوفی جایگزین او شد |
| ۱۱   | سید حبیب‌الله لاریجانی             | ۲۲٬۴۲۸ |                                               |

## دورهٔ هشتم
از ۴۰۵۵۱ رای ماخوذه:
| رتبه | نماینده                               | آرا        |
| ---- | ------------------------------------- | ---------- |
| ۱    | میرزا حسن‌خان اسفندیاری (محتشم‌السلطنه) | ۴۶٬۴۹۸     |
| ۲    | میرزا هاشم آشتیانی                    | ۳۶٬۴۴۰     |
| ۳    | سید احمد بهبهانی                      | ۳۵٬۰۰۰     |
| ۴    | حسین آقا مهدوی                        | ۳۴٬۶۸۴     |
| ۵    | رضا بوشهری                            | ۳۲٬۱۲۵     |
| ۶    | محمدرضا تهرانچی                       | ۳۲٬۱۰۶     |
| ۷    | حسین تهرانی                           | ۴۱٬۷۱۱ (؟) |
| ۸    | سید حبیب‌الله لاریجانی                 | ۳۱٬۶۲۳     |
| ۹    | میرزا مهدی‌خان دادور (وثوق‌السلطنه)     | ۳۱٬۲۸۱     |
| ۱۰   | اسدالله فقیه (فقیه‌التجار)             | ۳۰٬۸۶۳     |
| ۱۱   | سید عبدالرحیم کاشانی                  | ۳۰٬۸۰۹     |
| ۱۲   | محمدتقی بنکدار                        | ۲۹٬۳۱۳     |

## دورهٔ نهم
از ۶۲۱۷۴ رای ماخوذه:
| رتبه | نام                                   | آرا    |
| ---- | ------------------------------------- | ------ |
|      | میرزا حسین‌خان دادگر                   | ۵۸٬۸۴۰ |
|      | میرزا حسن‌خان اسفندیاری (محتشم‌السلطنه) | ۵۶٬۸۹۶ |
|      | حسن‌خان ادهم                           | ۵۳٬۶۷۳ |
|      | محمدرضا تهرانچی                       | ۵۰٬۶۸۵ |
|      | مهدی‌خان دادور                         | ۵۰٬۲۰۲ |
|      | حسین تهرانی                           | ۴۹٬۶۸۸ |
|      | عبدالحسین نیک‌پور                      | ۴۴٬۷۷۹ |
|      | سید حبیب‌الله لاریجانی                 | ۴۴٬۴۰۴ |
|      | علی وکیلی                             | ۴۴٬۰۹۱ |
|      | غلامحسین کاشف                         | ۴۰٬۸۸۳ |
|      | محمدتقی بنکدار                        | ۳۶٬۲۸۱ |
|      | سید احمد بهبهانی                      | ۱۱٬۷۶۱ |

## دورهٔ دهم
نمایندگان:
| رتبه | نام                            | آرا |
| ---- | ------------------------------ | --- |
|      | میرزا حسین‌خان دادگر (عدل‌الملک) |     |
|      | حسن اسفندیاری (محتشم‌السلطنه)   |     |
|      | مهدی دادور                     |     |
|      | محمدرضا تهرانچی                |     |
|      | حسین لقمان ادهم                |     |
|      | غلامحسین کاشف                  |     |
|      | عبدالحسین نیک‌پور               |     |
|      | حبیب‌اله لاریجانی               |     |
|      | احمد بهبهانی                   |     |
|      | عبدالرحیم شباهنگ               |     |
|      | عباس مسعودی                    |     |
|      | علی‌خان وکیلی                   |     |

## دورهٔ یازدهم
نمایندگان:
| نام                           |
| ----------------------------- |
| حسن اسفندیاری (محتشم السلطنه) |
| مهدی دادور                    |
| حسین لقمان ادهم               |
| محمدرضا تهرانچی               |
| عبدالحسین نیک‌پور              |
| سید حبیب‌الله لاریجانی         |
| خلیل حریری طلوع               |
| علی وکیلی                     |
| غلامحسین کاشف                 |
| عبدالرحیم شباهنگ              |
| عباس مسعودی                   |
| سید احمد بهبهانی              |

## دورهٔ دوازدهم
از ۷۵۴۶۳ رای ماخوذه:
| رتبه | نام                          | آرا    |
| ---- | ---------------------------- | ------ |
|      | حسن اسفندیاری (محتشم‌السلطنه) | ۶۷٬۶۳۲ |
|      | مهدی دادور                   | ۶۷٬۶۰۱ |
|      | حسن لقمان ادهم               | ۶۷٬۵۱۵ |
|      | ابوالقاسم فروهر              | ۶۲٬۰۹۰ |
|      | حسنعلی مستشار                | ۶۱٬۵۹۹ |
|      | محمدرضا تهرانچی              | ۶۱٬۲۴۷ |
|      | عبدالحسین نیک‌پور             | ۶۰٬۸۱۴ |
|      | سید حبیب‌الله لاریجانی        | ۶۰٬۴۴۱ |
|      | عباس مسعودی                  | ۵۹٬۳۳۸ |
|      | علی وکیلی                    | ۵۹٬۲۵۵ |
|      | عبدالرحیم شباهنگ             | ۵۹٬۱۸۴ |
|      | سید احمد بهبهانی             | ۵۸٬۷۷۸ |

## دورهٔ سیزدهم
از ۸۶۸۳۸ رای ماخوذه:
| رتبه | نام                          | آرا    |
| ---- | ---------------------------- | ------ |
| ۱    | حسن اسفندیاری (محتشم‌السلطنه) | ۷۶٬۳۲۷ |
| ۲    | مهدی دادور                   | ۷۵٬۳۴۷ |
| ۳    | حسن ادهم                     | ۷۴٬۶۸۷ |
| ۴    | ابوالقاسم فروهر              | ۷۴٬۰۵۲ |
| ۵    | حسنعلی مستشار                | ۷۲٬۶۶۱ |
| ۶    | محمدرضا تهرانچی              | ۷۱٬۹۸۶ |
| ۷    | عبدالحسین نیک‌پور             | ۷۱٬۳۵۸ |
| ۸    | سید حبیب‌الله لاریجانی        | ۷۱٬۲۱۲ |
| ۹    | عباس مؤدب نفیسی              | ۷۱٬۰۷۶ |
| ۱۰   | عبدالرحیم شباهنگ             | ۷۰٬۸۴۱ |
| ۱۱   | عباس مسعودی                  | ۷۰٬۱۹۲ |
| ۱۲   | سید احمد بهبهانی             | ۷۰٬۱۶۶ |

## دورهٔ چهاردهم
نمایندگان:
| نام                   | توضیحات                      |
| --------------------- | ---------------------------- |
| محمد مصدق             |                              |
| سید محمدصادق طباطبایی |                              |
| صادق رضازاده شفق      |                              |
| جلال عبده             |                              |
| احمد بهبهانی          |                              |
| علی دشتی              |                              |
| عباس مسعودی           |                              |
| محمدرضا تهرانچی       |                              |
| غلامعلی فریور         |                              |
| آقا شیخ حسین تهرانی   |                              |
| سید رضا فیروزآبادی    |                              |
| سید ابوالقاسم کاشانی  | اعتبارنامه اش به مجلس نرسید. |

## دورهٔ پانزدهم
از ۷۷۲۳۶ رای ماخوذه:
| رتبه | نام                       | آرا    |
| ---- | ------------------------- | ------ |
| ۱    | علی امینی                 | ۵۰٬۹۶۶ |
| ۲    | خسرو هدایت                | ۴۶٬۶۳۷ |
| ۳    | جلال عبده                 | ۴۴٬۰۰۵ |
| ۴    | جواد آشتیانی              | ۴۳٬۲۰۷ |
| ۵    | عبدالحسین نیک‌پور          | ۴۲٬۷۹۴ |
| ۶    | ابوالحسن صادقی            | ۴۱٬۷۳۳ |
| ۷    | عباس مسعودی               | ۴۰٬۹۷۰ |
| ۸    | سید علی بهبهانی           | ۴۰٬۲۱۶ |
| ۹    | سید هاشم وکیل             | ۳۷٬۵۰۲ |
| ۱۰   | محمدتقی بهار (ملک‌الشعراء) | ۳۷٬۴۶۴ |
| ۱۱   | علی وکیلی                 | ۳۶٬۶۹۰ |
| ۱۲   | صادق رضازاده شفق          | ۲۹٬۳۵۸ |

## دورهٔ شانزدهم
از ۵۲۷۲۷ رای ماخوذه:
| رتبه | نام                    | آرا    |
| ---- | ---------------------- | ------ |
| ۱    | محمد مصدق              | ۳۰٬۷۳۸ |
| ۲    | مظفر بقائی کرمانی      | ۲۷٬۵۱۴ |
| ۳    | سید حسین مکی           | ۲۶٬۲۵۴ |
| ۴    | سید ابوالحسن حائری‌زاده | ۲۴٬۳۲۳ |
| ۵    | سید ابوالقاسم کاشانی   |        |
| ۶    | عبدالقدیر آزاد         | ۲۱٬۷۷۳ |
| ۷    | جمال امامی خوئی        | ۲۰٬۶۸۵ |
| ۸    | سید علی شایگان         | ۲۰٬۵۵۰ |
| ۹    | محمود نریمان           | ۱۷٬۸۴۸ |
| ۱۰   | سید محمد صادق طباطبائی | ۱۸٬۶۵۹ |
| ۱۱   | جواد مسعودی            | ۱۸٬۵۱۵ |
| ۱۲   | سید علی بهبهانی        | ۱۸٬۰۷۷ |

## دورهٔ هفدهم
از ۱۴۲۹۰۱ رای ماخوذه:
| رتبه | نام                    | آرا     | توضیحات                                                      |
| ---- | ---------------------- | ------- | ------------------------------------------------------------ |
| ۱    | سید حسین مکی           | ۱۱۲٬۲۷۹ |                                                              |
| ۲    | سید ابوالقاسم کاشانی   | ۱۱۰٬۷۲۱ |                                                              |
| ۳    | سید علی شایگان         | ۱۰۷٬۱۴۱ |                                                              |
| ۴    | کاظم حسیبی             | ۱۰۶٬۳۳۸ |                                                              |
| ۵    | سید ابوالحسن حائری‌زاده | ۱۰۴٬۸۶۲ |                                                              |
| ۶    | مظفر بقائی             | ۹۹٬۳۹۵  | نمایندگی حوزهٔ کرمان را پذیرفت و از نمایندگی تهران استفا کرد. |
| ۷    | سید محمود نریمان       | ۹۶٬۸۳۱  |                                                              |
| ۸    | احمد زیرک‌زاده          | ۹۵٬۵۳۷  |                                                              |
| ۹    | حسین فاطمی             | ۸۷٬۱۷۲  |                                                              |
| ۱۰   | حسینعلی راشد           | ۸۴٬۵۸۹  |                                                              |
| ۱۱   | یوسف مشار              | ۶۱٬۹۵۲  |                                                              |
| ۱۲   | علی زهری               | ۵۵٬۰۳۱  |                                                              |

## دورهٔ هجدهم
از ۸۶۵۱۴ رای ماخوذه:
| رتبه | نام                    | آرا    |
| ---- | ---------------------- | ------ |
| ۱    | سید ابوالحسن حائری‌زاده | ۵۷٬۷۵۹ |
| ۲    | فتح‌الله فرود           | ۵۵٬۵۳۶ |
| ۳    | شمس‌الدین جزایری        | ۵۵٬۲۱۹ |
| ۴    | سید جعفر بهبهانی       | ۵۱٬۶۸۰ |
| ۵    | رضا کی‌نژاد             | ۵۱٬۶۶۴ |
| ۶    | موسی عمید              | ۵۱٬۶۴۸ |
| ۷    | احمد اخوان             |        |
| ۸    | حسن کاشانیان           | ۴۸٬۶۱۰ |
| ۹    | محمدرضا خرازی          | ۴۵٬۵۹۸ |
| ۱۰   | محمد شاهکار            | ۴۲٬۴۰۷ |
| ۱۱   | محمد درخشش             | ۴۱٬۴۵۸ |
| ۱۲   | حسن افشار              | ۴۱٬۳۵۰ |

## دورهٔ نوزدهم
از ۸۷۴۲۳ رای ماخوذه:
| رتبه | نام               | آرا    |            |
| ---- | ----------------- | ------ | ---------- |
| ۱    | فتح‌الله فرود      | ۵۳٬۲۰۲ |            |
| ۲    | محمد شاهکار       | ۴۹٬۱۲۰ |            |
| ۳    | محمدعلی هدایتی    | ۴۷٬۲۰۶ |            |
| ۴    | حسن کورس          | ۴۷٬۱۱۴ |            |
| ۵    | احمد اخوان        | ۴۶٬۵۰۳ |            |
| ۶    | سید جعفر بهبهانی  | ۴۶٬۴۲۲ |            |
| ۷    | محمدرضا خرازی     | ۴۶٬۴۰۸ |            |
| ۸    | عباس نفیسی        | ۴۲٬۸۸۴ |            |
| ۹    | حسن افشار         | ۴۲٬۷۱۲ |            |
| ۱۰   | موسی عمید         | ۴۲٬۷۰۷ |            |
| ۱۱   | محسن فروغی        | ۴۱٬۳۵۲ | استعفا داد |
| ۱۲   | غلامحسین جهانشاهی | ۴۱٬۳۰۹ |            |

## دورهٔ بیستم
از ۶۵۴۵۱ رای ماخوذه:
| رتبه | نام               | آرا    |
| ---- | ----------------- | ------ |
| ۱    | جمال‌الدین اخوی    | ۵۳٬۶۵۱ |
| ۲    | موسی عمید         | ۵۰٬۷۱۵ |
| ۳    | احمد امامی        | ۴۹٬۱۶۲ |
| ۴    | محمدعبدالله گرجی  | ۴۹٬۱۴۵ |
| ۵    | محمدعلی مسعودی    | ۴۹٬۰۹۲ |
| ۶    | اسدالله رشیدیان   | ۴۶٬۷۳۸ |
| ۷    | عباس نفیسی        | ۴۴٬۳۷۷ |
| ۸    | سید جعفر بهبهانی  | ۴۳٬۸۳۸ |
| ۹    | سعید هدایت        | ۴۳٬۶۸۳ |
| ۱۰   | غلامحسین جهانشاهی | ۴۱٬۸۶۷ |
| ۱۱   | کاظم کورس         | ۴۱٬۴۸۰ |
| ۱۲   | محمد باقرزاده     | ۳۸٬۶۷۷ |
| ۱۳   | رضا معرفت         | ۳۷٬۹۰۲ |
| ۱۴   | محسن مظاهر        | ۲۹٬۶۹۹ |
| ۱۵   | فضل‌الله همایونی   |        |

## دورهٔ بیست و یکم
از ۲۷۱۳۲۰ رای ماخوذه:
| رتبه | نام              | آرا     |
| ---- | ---------------- | ------- |
| ۱    | عبدالله ریاضی    | ۱۸۱٬۷۴۷ |
| ۲    | باقر عاملی       | ۱۷۶٬۲۸۴ |
| ۳    | شوکت ملک‌جهانبانی | ۱۷۴٬۶۷۸ |
| ۴    | حسنعلی منصور     | ۱۷۳٬۰۶۱ |
| ۵    | کاظم کورس        | ۱۷۰٬۲۳۱ |
| ۶    | هاجر تربیت       | ۱۷۰٬۱۱۲ |
| ۷    | اکبر امیراحمدی   | ۱۶۷٬۳۳۶ |
| ۸    | فرخ‌رو پارسا      | ۱۶۶٬۲۹۰ |
| ۹    | محمدولی قراچورلو | ۱۶۶٬۱۴۳ |
| ۱۰   | مهدی مالک        | ۱۶۴٬۵۲۴ |
| ۱۱   | حیدر صائبی       | ۱۶۳٬۷۸۸ |
| ۱۲   | عزت‌الله اوزار    | ۱۶۳٬۴۸۳ |
| ۱۳   | قدرت‌الله موثقی   | ۱۶۳٬۲۸۸ |
| ۱۴   | امیرعلی سیفی     | ۱۶۱٬۱۰۱ |
| ۱۵   | عباس روستا       | ۱۵۹٬۹۷۶ |

## دورهٔ بیست و دوم
از ۲۷۵۱۸۴ رای ماخوذه:
| ۱  | سید عبدالله ریاضی     | ۲۳۵٬۳۷۲ |  |  |
| ۲  | حسین خطیبی            | ۲۲۵٬۲۳۲ |  |  |
| ۳  | کاظم کورس             | ۲۲۴٬۷۳۱ |  |  |
| ۴  | محمدولی قراچورلو      | ۲۲۴٬۴۲۷ |  |  |
| ۵  | هاجر تربیت            | ۲۲۴٬۳۱۴ |  |  |
| ۶  | امیرحسین شیخ بهایی    | ۲۲۴٬۲۸۴ |  |  |
| ۷  | نصرالله سبزواری       | ۲۲۴٬۲۴۳ |  |  |
| ۸  | محمدحسن رهنورد        | ۲۲۴٬۲۱۰ |  |  |
| ۹  | محمدباقر بیات         | ۲۲۴٬۲۰۵ |  |  |
| ۱۰ | سیداکبرفرهمند         | ۲۳٧،٢٦٣ |  |  |
| ۱۲ | علی‌اکبر دانشمند       | ۲۲۳٬۷۱۷ |  |  |
| ۱۳ | شوکت ملک جهانبانی     | ۲۳۳٬۵۱۴ |  |  |
| ۱۴ | قدرت‌الله موثقی        | ۲۲۳٬۴۰۳ |  |  |
| ۱۵ | امیرحسین پرتواعظم     | ۲۲۳٬۸۸۴ |  |  |
| ۱۶ | وحید مهدوی            | ۲۱۳٬۱۷۲ |  |  |
| ۱۷ | عبدالله جوانشیر       | ۲۱۳٬۱۷۲ |  |  |
| ۱۸ | محمدحسین عباس میرزائی | ۲۲۳٬۰۷۳ |  |  |
| ۱۹ | اکبر امیراحمدی        | ۲۲۳٬۰۵۴ |  |  |
| ۲۰ | جهانگیر میرعلا        | ۲۲۳٬۰۳۱ |  |  |
| ۲۱ | ابوالقاسم پورساطع     | ۲۲۲٬۹۰۱ |  |  |
| ۲۲ | محمد بهنیا            | ۲۲۲٬۸۷۹ |  |  |
| ۲۳ | علیمحمد مبارکی        | ۲۲۲٬۸۴۷ |  |  |
| ۲۴ | حسین معیری            | ۲۲۲٬۸۱۶ |  |  |
| ۲۵ | عباس روستا            | ۲۲۲٬۶۷۵ |  |  |
| ۲۶ | ابوالقاسم قاضی‌زاده    | ۲۲۲٬۵۴۳ |  |  |
| ۲۷ | نیره سعیدی            | ۲۲۲٬۴۳۱ |  |  |

## دورهٔ بیست و سوم
از ۵۳۷۰۹۱ رای ماخوذه:
| رتبه | نام                       | آرا     |
| ---- | ------------------------- | ------- |
| ۱    | عبدالله ریاضی             | ۵۳۱٬۳۷۵ |
| ۲    | حسین خطیبی نوری           | ۵۲۸٬۱۴۱ |
| ۳    | شوکت ملک جهانبانی         | ۵۲۷٬۸۲۶ |
| ۴    | عبدالله جوانشیر           | ۵۲۷٬۵۲۸ |
| ۵    | عباس فروتن                | ۵۲۷٬۲۶۳ |
| ۶    | امیرحسین شیخ بهائی        | ۵۲۷٬۲۱۸ |
| ۷    | صادق ناصرزاده             | ۵۲۷٬۱۶۹ |
| ۸    | امیرحسین پرتو اعظم        | ۵۲۶٬۸۴۲ |
| ۹    | کاظم کورس                 | ۵۲۶٬۷۵۴ |
| ۱۰   | قدرت‌الله موثقی            | ۵۲۶٬۵۹۷ |
| ۱۱   | محمدولی قراچورلو          | ۵۲۶٬۳۸۱ |
| ۱۲   | حیدر صائبی                | ۵۲۶٬۳۳۲ |
| ۱۳   | محمدحسن رهنوردی           | ۵۲۵٬۹۱۸ |
| ۱۴   | پریوش سرخوش               | ۵۲۵٬۱۲۹ |
| ۱۵   | محمدرضا سعادت‌فرد          | ۵۲۵٬۰۲۷ |
| ۱۶   | نیره سعیدی میرفخرایی      | ۵۲۴٬۹۱۳ |
| ۱۷   | عنایت بهبهانی             | ۵۲۴٬۸۶۹ |
| ۱۸   | رضا علومی                 | ۵۲۴٬۳۷۱ |
| ۱۹   | ناصر اولیاء شیرازی        | ۵۲۴٬۱۲۸ |
| ۲۰   | نصرالله حکیمی             | ۵۲۴٬۰۰۷ |
| ۲۱   | ملکه طالقانی              | ۵۲۲٬۸۵۳ |
| ۲۲   | محمدحسین عباس میرزائی     | ۵۲۲٬۶۵۴ |
| ۲۳   | حسین معیری                | ۵۲۲٬۴۰۹ |
| ۲۴   | محمد بهنیا                | ۵۲۲٬۲۵۷ |
| ۲۵   | اکبر امیراحمدی            | ۵۲۱٬۸۷۶ |
| ۲۶   | رحیم پوربردباری حسن کیاده | ۵۱۷٬۷۳۴ |
| ۲۷   | محمود بوداغ‌زاده           | ۵۱۷٬۲۱۸ |

## دورهٔ بیست و چهارم
از ۷۲۰۸۸۲ رای ماخوذه:
| رتبه | نام                   | آرا     | حزب         |
| ---- | --------------------- | ------- | ----------- |
| ۱    | منوچهر آزمون          | ۲۳۸٬۲۹۴ | حزب رستاخیز |
| ۲    | عبدالله ریاضی         | ۱۱۹٬۵۸۰ | حزب رستاخیز |
| ۳    | محمدرضا عاملی تهرانی  | ۸۰٬۱۲۲  | حزب رستاخیز |
| ۴    | حسین خطیبی            | ۷۷٬۶۸۹  | حزب رستاخیز |
| ۵    | پری اباصلتی           | ۷۱٬۳۶۷  | حزب رستاخیز |
| ۶    | خلیل الداغی           | ۷۰٬۸۸۵  | حزب رستاخیز |
| ۷    | رحیم پوربردباری       | ۶۸٬۳۱۹  | حزب رستاخیز |
| ۸    | داود فلاح مقدم        | ۶۸٬۱۰۶  | حزب رستاخیز |
| ۹    | عنایت بهبهانی         | ۶۸٬۳۸۱  | حزب رستاخیز |
| ۱۰   | محمدحسین عباس میرزائی | ۶۷٬۳۸۱  | حزب رستاخیز |
| ۱۱   | حسین قربانی‌نسب        | ۶۶٬۹۷۷  | حزب رستاخیز |
| ۱۲   | فتح‌الله حاتمی         | ۶۶٬۲۹۲  | حزب رستاخیز |
| ۱۳   | قدس ایران عدیلی       | ۶۶٬۰۲۱  | حزب رستاخیز |
| ۱۴   | امیرعلی سیفی اینانلو  | ۶۵٬۹۶۵  | حزب رستاخیز |
| ۱۵   | منصور یاسینی          | ۶۵٬۹۶۵  | حزب رستاخیز |
| ۱۶   | فاطمه نجیمی نائینی    | ۶۰٬۲۶۶  | حزب رستاخیز |
| ۱۷   | درخشنده کمالی آزاد    | ۵۹٬۵۱۸  | حزب رستاخیز |
| ۱۸   | محمدعلی بنکدارپور     | ۵۵٬۷۰۶  | حزب رستاخیز |
| ۱۹   | محمد بقائی یزدی       | ۵۴٬۹۷۳  | حزب رستاخیز |
| ۲۰   | محمدرضا سعادت‌فرد      | ۴۸٬۰۸۰  | حزب رستاخیز |
| ۲۱   | داریوش شیروانی        | ۴۶٬۹۴۳  | حزب رستاخیز |
| ۲۲   | محمدعلی ادیب مجلسی    | ۴۶٬۶۲۹  | حزب رستاخیز |
| ۲۳   | احمد جلالیان          | ۴۶٬۱۶۷  | حزب رستاخیز |
| ۲۴   | سید حسن صحرائی        | ۴۵٬۶۷۱  | حزب رستاخیز |
| ۲۵   | محمدعلی باقرزاده      | ۴۴٬۲۲۶  | حزب رستاخیز |